# Нерсесянц Владик Сумбатович
Нерсесянц Владик Сумбатович (2 жовтня 1938 року, Степанакерт — 21 липня 2005) — радянський і російський учений-юрист, фахівець в області філософії права, політичних і правових знань.

Автор фундаментальних праць з філософії права, теорії права і держави, історії політичних і правових вчень, розробник оригінальних філософсько-правових концепцій: лібертарно-юридичної теорії права і держави і концепції цивілізма. Був головою російської секції Міжнародної асоціації соціальної і правової філософії, членом редколегії серії «Філософська спадщина». Співавтор Нової філософської енциклопедії (статті «Право», «Філософія права»).
Доктор юридичних наук, професор, академік РАН (2000).